# Joe Duer
Joe Duer est un acteur américain né le 8 novembre 1974 dans le Bronx, New York (États-Unis).

## Filmographie

### Films
- 2000 : Charlie et ses drôles de dames (Charlie's Angels) : Livreur UPS
- 2001 : Le Courtier du cœur (Good Advice) : Journaliste
- 2002 : Spider's Web : Jeune homme
- 2002 : John Q : Ambulancier #2
- 2002 : Influences (People I Know) : Michael Von Aelstrom
- 2004 : Instincts meurtriers (Twisted) : Larry Geber
- 2005 : Lava Lounge : Carvy
- 2009 : The Crooked Eye (en) : Roy

### Séries télévisées
- 2001 : Des jours et des vies : Dr. Morrison (3 épisodes)
- 2002 : Sex and the City : Superbe mec gay (saison 4, épisode 14)
- 2002 : Les Experts : Miami : Estevan Ordonez (saison 1, épisode 4)
- 2003 : Des jours et des vies : Ralph Schmenkman (3 épisodes)
- 2005 : Haine et Passions : George (2 épisodes)
- 2006 : Passions : Agent Morrison (2 épisodes)
- 2007 : Ugly Betty : Dr. Lorenzo (saison 1, épisode 21)